# Реактивный артрит
Реактивный артрит — воспалительное заболевание с поражением суставов, развивающееся после перенесения некоторых инфекций (мочеполовые, кишечные, носоглоточные).
Заболевание относится к группе серонегативных спондилоартритов. В большинстве случаев ассоциируется с острой или персистирующей кишечной (вызываемой энтеробактериями) или урогенитальной хламидийной инфекцией, но может быть связан и с инфекциями дыхательных путей, вызываемых микоплазмами и хламидиями. Имеются данные о возможной связи и с некоторыми паразитарными заболеваниями.
Комплекс симптомов, включающий артрит, конъюнктивит, уретрит или цервицит, колит и характерные поражения кожи, называется синдром Рейтера.

## История
Термин «реактивный артрит» впервые введен финскими учеными К. Aho, K. Sievers и Р. Ahvonen, в 1969 году описавшими возникновение артрита при энтероколите, вызванном иерсиниями. При этом подчеркивался «реактивный», стерильный характер артритов и полагалось, что в синовиальной жидкости и синовиальной оболочке отсутствуют инфекционные агенты и их антигены.
Позже, по мере развития методов визуализации и лабораторной диагностики, в суставной среде больных были обнаружены внутриклеточные включения Chlamydia trachomatis, фрагменты ДНК и РНК микробов, а также циркулирующие иммунные комплексы. Позднее было выяснено, что в норме сустав не является стерильным и в нём зачастую присутствует различные микроорганизмы.
По мере изучения была выявлена тесная взаимосвязь реактивного артрита с антигеном HLA–B27. Было обнаружено, что антитела к ряду микроорганизмов перекрестно реагируют с HLA-B27 и могут повреждать при иммунном ответе собственные ткани организма.

## Этиология
На сегодняшний день способность вызывать реактивный артрит выявлена у многих микроорганизмов:
- Возбудители кишечных инфекций:
  - Yersinia enterocolitica
  - Yersinia pseudotuberculosis
  - Salmonella enteritidis
  - Salmonella Typhimurium
  - Shigella flexneri
  - Shigella sonnei
  - Shigella Newcastle
  - Giardia lamblia
  - Entamoeba histolytica
  - Campylobacter jejuni
  - Clostridium difficile
  - Blastocystis hominis
  - Clostridium difficile
- Возбудители урогенитальных инфекций:
  - Chlamydia trachomatis
  - Gardenella vaginalis
  - Ureoplasma ureolyticum
  - Mycoplasma hominis
  - Trichomonas vaginalis
- Возбудители инфекций дыхательных путей:
  - Mycoplasma pneumoniae
  - Chlamydophila pneumoniae
  - Klebsiella pneumoniae
  - Mycobacterium tuberculosis
  - Neisseria gonorrhoea
  - Cryptosporidia
- Возбудители неспецифических инфекций:
  - Бруцелла
  - Стрептококки
  - Стафилококки
  - Leptospira
  - Боррелии
  - Toxoplasma gondii

## Эпидемиология
После перенесенной хламидийной урогенитальной инфекции реактивный артрит развивается в 1—3 % случаев. После кишечной — в 1,5—4 % случаев.
Заболевают люди в возрасте 20—40 лет, чаще мужчины.
Имеются данные, что у носителей антигена НLA-B27 после перенесенных кишечной или хламидийной инфекции артрит развивается в 50 раз чаще, чем у не имеющих этого антигена.

## Патогенез
В развитии реактивного артрита выявлен феномен перекрестного реагирования антител к возбудителю с антигеном HLA-B27 главного комплекса гистосовместимости организма хозяина. Возможным объяснением этого является теория «молекулярной мимикрии» — структурное сходство белков клеточной стенки бактерий с белками клеток больного человека.
Существует несколько иммунологических гипотез патогенеза реактивного артрита.
- Антиген-презентативная гипотеза: согласно ей комплекс HLA-B27 способен представлять на себе микробные пептиды, вызывающие артрит. Взаимодействуя с цитотоксическими CD8 Т-лимфоцитами, они вызывают лизис клеток хрящевой ткани и воспалительный процесс.
- Нарушения сборки тяжелых цепей антигена HLA-B27: предложена в 2000 году R. A. Colbert (англ. R. A. Colbert) и соавторами. Согласно ей, под воздействием полисахаридов микробных клеток нарушается синтез тяжелых цепей антигена HLA-B27. Это ведет к нарушению активности макрофагов, снижает эффективность их иммунного ответа и уничтожения бактериальных клеток, и может приводить к развитию воспаления в суставе.
- Цитокиновая гипотеза. Предложена J. Sieper (англ. J. Sieper) в 2001 году. Основана на исследованиях, показывающих дисбаланс цитокинов у больных реактивными артритами. Выявлено снижение Тh1-иммунного ответа (продукция ИФ-γ, ФНО-α, ИЛ-2 и ИЛ-12) в пользу Th2-иммунного ответа (синтез ИЛ-4 и ИЛ-10). При этом в макрофагах синовиальной жидкости снижается продукция ИФ-γ и ФНО-α и увеличивается продукция ИЛ-4, что способствует персистенции бактерий в суставе. Данная гипотеза находится в разработке и до настоящего времени окончательно не сформулирована.

В настоящее время положение о реактивных артритах как стерильных утратило свою актуальность. Одним из важных достижений в изучении реактивных артритов в настоящее время является то, что инициирующие артрит микроорганизмы, в частности хламидии, диссеминируют в сустав. Доказательством этому служит обнаружение методом амплификации нуклеиновых кислот жизнеспособных хламидий в суставной оболочке и суставной жидкости. Несмотря на это, при рутинной диагностике хламидии из сустава выделить практически невозможно. Считается, что хламидии «рекрутируются» в сустав синовиальной оболочкой в составе макрофагов и дендритных клеток. Последние, вероятно, непосредственно в суставе стимулируют специфический Т-клеточный иммунный ответ. Это подтверждается тем, что синовиальная оболочка на 50% состоит из макрофагов, так что в суставе, как правило, неизбежно захватывание из кровотока тех или иных частиц. Чаще это происходит в  крупных и средних суставах (коленных, голеностопных), подвергающихся микротравмам в результате того, что они несут опорную нагрузку. По данным разных авторов, хламидии определяются в суставе с последующим культивированием в развивающихся куриных эмбрионах и в живых клетках более, чем в половине случаев (53%). При культивировании определяют как типичные, так и L-формы. И те и другие, таким образом, могут персистировать в синовиальной оболочке.

## Клиническая картина
- Поражение суставов: Развивается в течение месяца после перенесенной инфекции. Поражаются преимущественно крупные суставы нижних конечностей (коленные, голеностопные, больших пальцев) с одной стороны. Также могут быть вовлечены и другие суставы, редко более шести, часто возникает артрит крестцово-подвздошных суставов (сакроилеит) и вышележащих отделов позвоночника.
- Поражение сухожилий: Вместе с суставами часто поражаются и сухожилия, в месте их прикрепления к кости, сухожильные сумки пальцев стоп и кистей с развитием дактилита.
- Поражение слизистых оболочек: Конъюнктивит — чаще малосимптомный или бессимптомный, кратковременный. Могут развиваться неинфекционные уретрит, кольцевидный баланит, цервицит, эрозии полости рта, увеит.
- Поражение кожи: Кератодермия (keratoderma blennorrhagica) — безболезненное ороговение кожи с высыпаниями в виде папул и бляшек чаще на подошвенной части стоп и ладонях.
- Поражение ногтей: Чаще выявляется на пальцах стоп: жёлтое окрашивание, шелушение и разрушение ногтя.
- Системные проявления: Увеличение лимфоузлов, особенно паховых. Перикардит, миокардит, приводящий к нарушениям проводимости сердца; недостаточность аортального клапана, плеврит, воспаление почек (гломерулонефрит). Возможно развитие полиневрита.

### Синдром Рейтера
Классическое проявление реактивного артрита, сочетает в себе «триаду Рейтера»: поражение суставов (артрит, синовит), глаз (конъюнктивит, увеит), и слизистых мочеполовых органов (уретрит). В случае присоединения кожных проявлений (кератодермия) носит название «тетрада Рейтера». Впервые описана Бенджамином Броди, а затем в 1916 году немецким военным врачом Гансом Конрадом Рейтером у переболевшего дизентерией солдата.
В настоящее время рассматривается как особая форма реактивного артрита.
Заболевание начинается через 2—4 недели после перенесенной хламидийной или кишечной инфекции, чаще с поражения урогенитального тракта. Наиболее частые пусковые агенты — Chlamydia trachomatis и Shigella flexneri 2а, а также их сочетание.

## Диагностика

### Диагностические критерии
Критерии III Международного совещания по реактивному артриту (Берлин, 1996 г.):
- Периферический артрит:
  - Асимметричный
  - Олигоартрит (поражение до 4 суставов)
  - Преимущественное поражение суставов ног
- Инфекционные проявления:
  - Диарея
  - Уретрит
  - Возникновение за 2—4 недели до развития артрита
- Лабораторное подтверждение инфекции:
  - При наличии клинических проявлений инфекции — желательно
  - При отсутствии явных клинических проявлений инфекции — обязательно
- Критерии исключения — установленная причина развития моно- или олигоартрита:
  - Спондилоартрит
  - Септический артрит
  - Кристаллический артрит
  - Болезнь Лайма
  - Стрептококковый артрит

### Дифференциальная диагностика
- Септический артрит: протекает в виде моноартрита. Отличается высоким лейкоцитозом синовиальной жидкости (20 000—100 000/мкл), положительные результаты бактериального посева.
- Вирусный артрит могут вызывать вирусы краснухи, парвовирус, аденовирус, вирус гепатита B, вирусы герпеса различных типов, вирус паротита, энтеровирусы, Коксаки-вирусы и др. В анамнезе часто прослеживается связь с вирусной инфекцией или вакцинацией. В клинике более выражен синдром артралгический синдром (боли в суставах), чем артритический (отек, гиперемия). В течение 1—2 нед симптомы исчезают без остаточных явлений.
- Постстрептококковый артрит: появляется на фоне или спустя 1—2 нед после перенесенной стрептококковой инфекции, характеризуется одновременным вовлечением средних суставов, повышением титра антистрептококковых антител. Часто у больных выявляются хронические очаги инфекции в носоглотке (тонзиллит, фарингит, гайморит). Действие НПВП может оказаться замедленным, улучшение лабораторных показателей незначительным.
- Ревматоидный артрит: отличается клиника. Специальных маркеров не существует. При реактивном артрите происходит воспаление сухожилий, из-за этого частый симптом — боль в пятке.  Представляет сложности для дифференцирования в случае дебюта у молодых людей олигоартритом, несимметричности поражений и серонегативности. Требуется тщательный поиск триггерных инфекций, динамическое наблюдение.
- Анкилозирующий спондилит:  Единственное отличие — это рентген КПС (крестцово-подвздошного сочленения) и тазобедренных суставов: если сакроилеит односторонний или отсутствует, то это реактивный артрит (БР),  а если двухсторонний (не менее второй стадии) либо односторонний (не менее третьей стадии) — то анкилозирующий спондилит. Но для ранней диагностики этот метод не годится, так как описанные изменения проявляются лишь после нескольких лет болезни. Есть все основания считать, что затянувшийся реактивный артрит перейдёт в анкилозирующий спондиартрит, который может считаться следующей стадией развития болезни.
- Псориатический артрит: трудности возникают при развитии артрита ранее появления кожных симптомов. Для исключения реактивности проводится поиск триггерных инфекций и наблюдение в динамике.
- Болезнь Лайма: имеет характерный эпиданамнез: пребывание в эндемических зонах, укус клеща. В крови выявляются антитела к роду Borrelia.
- Туберкулезный артрит: имеются общие симптомы туберкулеза: интоксикационный синдром, субфебрилитет, вегетативные нарушения. Боли в суставах преимущественно в ночное время, явления артрита. Диагноз подтверждается рентгенологическими данными, анализом синовиальной жидкости, биопсией синовиальной оболочки.

### Лабораторная диагностика
К обязательным исследованиям относятся: общий анализ крови, мочи, выявление хламидий и антител к ним, исследование на наличие ВИЧ-инфекции, гонококков, исследование кала на Salmonella, Shigella, подтверждение отсутствия антиядерных антител и ревматоидного фактора.
| Исследование        | Результат                                          |
| ------------------- | -------------------------------------------------- |
| Общий анализ крови  | лейкоцитоз, повышение СОЭ, нормохромная анемия.    |
| Общий анализ мочи   | возможна протеинурия, микрогематурия, лейкоцитурия |
| АТ, ПЦР к хламидиям | часто положительны                                 |
| АТ к гонококкам     | положительны только в случае микст-инфекции        |
| Анализ кала         | Возможно выявление сальмонелл, шигелл              |
| Антиядерные АТ      | Отсутствуют                                        |
| Ревматоидный фактор | Отсутствует                                        |

Дополнительные исследования включают анализ синовиальной жидкости. Признаками достоверного диагноза реактивного артрита являются:
низкая вязкость синовиальной жидкости, плохое образование муцинового сгустка, лейкоцитоз (5000—10 000/мкл) с преобладанием сегментоядерных нейтрофилов. В отличие от септического артрита, нехарактерно снижение концентрации глюкозы.

### Инструментальные исследования
Обязательные: рентгенологическое исследование пораженных суставов. Характерно: изменения могут быть замечены только при длительном течении заболевания; возможно выявление одностороннего сакроилеита, чаще у носителей антигена HLA-B27. Грубые изменения кости и хряща (оссификаты) нехарактерны.
Дополнительные: эхокардиография (выявление поражения аортальных клапанов).

## Лечение
Исход болезни тесно связан с уничтожением (эрадикацией) возбудителя, в связи с чем необходимо длительное применение антибактериальных препаратов.
Цели симптоматического лечения — устранение болей и воспаления в суставах.
Лечение обычно проводится амбулаторно, госпитализации требуют случаи тяжелого артрита с системными проявлениями, неясные случаи, требующие уточнения диагноза.

### Немедикаментозное лечение
Показан двигательный режим: покой пораженной конечности в течение первых двух недель заболевания, однако фиксация сустава и иммобилизация не показаны. Холод на пораженный сустав. В дальнейшем назначается ЛФК по индивидуальному плану.
Необходимости придерживаться специальной диеты нет.

### Лекарственная терапия
1. Антибактериальная терапия имеет первостепенную важность в случае выявления хламидийной инфекции, проводится длительно. Применяются препараты в основном трех групп, действующих на внутриклеточные микроорганизмы: макролиды, фторхинолоны и тетрациклины.
Препараты выбора:
- Доксициклин 0,3 г в сутки, внутрь в 2 приёма в течение 30 дней;
- Азитромицин 1 г в сутки в первый день, затем по 0,5 г/сут внутрь в течение 30 дней;
- Кларитромицин 0,5 г в сутки, внутрь в 2 приёма в течение 30 дней;
- Спирамицин 9 МЕ в сутки, в 3 приёма в течение 30 дней.

Препараты второго ряда (при непереносимости или неэффективности вышеуказанных ЛС):
- Офлоксацин 600 мг в сутки внутрь в 2 приёма в течение 30 дней;
- Ципрофлоксацин 1500 мг в сутки, внутрь в 2 приёма в течение 30 дней;
- Ломефлоксацин 400—800 мг в сутки, внутрь в 1-2 приёма в течение 30 дней.

В случае энтероколита эффективность антибиотиков не доказана.
2. НПВП — оказывают симптоматическое действие: снимают боль и воспаление суставов.
- Диклофенак внутрь 2-3 мг/кг/день в 2-3 приема;
- Напроксен внутрь 15-20 мг/кг/день в 2 приема;
- Ибупрофен внутрь 35-40 мг/кг в 2-4 приема;
- Нимесулид внутрь 5 мг/кг в 2-3 приема;
- Мелоксикам внутрь 0,3-0,5 мг/кг в 1 прием.

Все без исключения НПВП оказывают негативное влияние на желудок и почки. Поэтому необходимо использовать наименьше возможную дозу.
При приеме НПВП необходимо следить за анализами крови для контроля почек и печени. Также обязательно использовать препараты для защиты желудка (Омепразол и др.)
3. Глюкокортикоиды — при тяжелом течении артрита применяются для внутрисуставного введения. Необходимым условием является исключение септического артрита.
4. Иммуносупрессоры — применяются при тяжелом и затяжном течении,
появлении признаков спондилоартрита, высокой активности артрита.
- Сульфасалазин  2—3 / г/сут.;
- Метотрексат по 7,5—15 мг/нед. (Не используется в современном лечение реактивных артритов. Не является препаратом выбора так как не показал эффективности в исследованиях в группе серонегативных  спондиартритов);
- Азатиоприн 150 мг/сут (Не используется в современном лечение реактивных артритов. Не является препаратом выбора, так как не показал эффективности в исследованиях в группе серонегативных  спондиартритов).

## Течение и прогноз
Реактивный артрит классифицируется как урогенный или энтерогенный и острый (менее 6 мес), затяжной (6—12 мес) и хронический (более 12 мес).
Продолжительность первичного случая в среднем составляет 3—6 мес. Зачастую симптомы сохраняются до 12 и более месяцев. Отмечается большая склонность к развитию рецидивов у больных с синдромом Рейтера, как из-за возможности реинфицирования, так персистирования хламидийной инфекции.
Исход острого в хронический артрит наблюдается у 20—50 % больных. 

В 15 % случаев развивается тяжелое нарушение функции суставов. 

Наиболее тяжелое протекание реактивного артрита — у ВИЧ-инфицированных больных.
Сроки временной нетрудоспособности при остром течении составляют 30—60 дней, при подостром — 35—65 дней, при обострении хронического — 30—35 дней.
При затяжном течении реактивного артрита имеется большая вероятность перехода его в одно из хронических заболеваний группы серонегативных спондиартритов (Анкилозирующий спондилит).

## Профилактика
Профилактика реактивного артрита сводится к профилактике вызывающих его инфекций: соблюдение гигиенического режима в отношении кишечных инфекций, кипячение воды, мытьё рук, соблюдение правил хранения и приготовления пищи. Людям, имеющим положительный антиген HLA-B27, рекомендуется профилактический приём антибиотиков во время путешествий (норфлоксацин по 0,4 г 2 раза в сут). Для профилактики хламидиоза применяются средства защиты при случайных половых контактах.